# Hirola
O hirola (Beatragus hunteri) é um antílope encontrado no Quênia e Somália. Anteriormente pertencia ao gênero Damaliscus.